# Чималий скандал
«Чималий скандал» (італ. Uno scandalo perbene) — італійський драматичний фільм 1984 року режисера Паскуале Феста Кампаніле. Фільм створений за реальною судовою справою Брунері — Канела, яка відбувалася в Італії у 1927 році.

## Сюжет
У 1927 році гучного розголосу в Італії набула «справа Брунері-Канела», також відома як «хворий на амнезію з психіатричного закладу в Колленьо».
Після Першої світової війни у Турині бідно одягнений чоловік потрапив до поліцейського пункту за крадіжку на цвинтарі металевого горщика для квітів. Арештований був хворий на амнезію, він не міг згадати своє минуле. Коли його фотографію опублікували в газетах, з'явилася жінка з багатої родини, стверджуючи, що арештований — це професор Канела, її чоловік, що пропав на війні.

## Ролі виконують
- Бен Газзара — хворий на амнезію
- Джульяна Де Сіо — Джулія Канела
- Вітторіо Капріолі — Ренцо, брат Джулії
- Франко Фабріці — граф Ґвар'єнті
- Валерія Д'Обічі — Каміла Гідіні
- Джуліана Каландра — Марія Гасталделі

## Нагороди
- 1985: Премія Давида ді Донателло[1]:
  - найкращому продюсерові[it] — Фульвіо Лучізано, разом (лат. ex æquo) з Джульяні де Негрі за фільм «Хаос» (Kaos, 1984).

## Інші фільми про цю подію
- 1932: «Якою ти мене хочеш»[it] — фільм Джорджа Фіцморіса з участю Грети Гарбо за мотивами п'єси Луїджі Піранделло.
- 1936: «Амнезійний»[it] — фільм  режисера Дженнаро Рігеллі[it].
- 1936: «Я вас більше не знаю»[it] — фільм  режисера Нунціо Малазомма[it]
- 1938: «Роздвоєння[fr]» — фільм  режисера Куртіса Бернгарта[de].
- 1940: «Черевики мерця»[en] — фільм  режисера Томаса Бентлі[en].
- 1962: «Амнезійний з Колленьо»[it] — фільм  режисера Серджо Корбуччі.
- 1980: «Не хочу тебе більше знати, коханий» — фільм  режисера Серджо Корбуччі.